# Laurie Greenland
Laurie Greenland (* 18. Februar 1997) ist ein britischer Mountainbiker, der sich auf die Disziplin MTB Downhill spezialisiert hat.

## Sportlicher Werdegang
In seinem ersten Jahr als Junior gewann Greenland bei den Weltmeisterschaften Silber im Downhill. In seiner zweiten Saison wurde er 2015 zum dominierenden Fahrer bei den Junioren. Im Weltcup gewann er vier Rennen und sicherte sich damit auch den Gewinn der Gesamtwertung. Nach Silber im Vorjahr wurde er 2015 auch Junioren-Weltmeister im Downhill.
Nach dem Wechsel in die Elite gewann er gleich im ersten Jahr bei den Weltmeisterschaften 2016 in Val di Sole die Silbermedaille. Im Weltcup etablierte er sich mit regelmäßigen Top-10-Platzierungen in der Weltspitze, seinen bisher einzigen Weltcup-Sieg erzielte er in der Saison 2019, wieder in Val di Sole. Bei den Weltmeisterschaften 2023 im heimischen Fort William stand er als Dritter erneut auf dem Podium.

## Erfolge
2014
- Weltmeisterschaften – Downhill (Junioren)

2015
- Weltmeister – Downhill (Junioren)
- vier Weltcup-Erfolge – Downhill (Junioren)
- Weltcup-Gesamtwertung – Downhill (Junioren)

2016
- Weltmeisterschaften – Downhill

2019
- ein Weltcup-Erfolg – Downhill

2023
- Weltmeisterschaften – Downhill